# Platja d'Almardà
La platja d'Almardà està ubicada al terme municipal de Sagunt, a la comarca del Camp de Morvedre. És d'arena i grava i recorre dos quilòmetres fins al seu límit amb Canet d'en Berenguer. Destaca un cordó de dunes, de gran valor ecològic.